# خايمي آمبرز
خايمي آمبرز (بالإنجليزية: Jaime Ambriz)‏ هو لاعب كرة قدم أمريكي في مركز الهجوم، ولد في 7 ديسمبر 1978 في فينتورا في الولايات المتحدة. لعب مع نادي فينترتور.